# 마소라 본문
마소라 본문(영어: Masoretic Text, MT)은 유대교 성경의 권위 있는 히브리어 본문이다. 이 본문은 개신교 성경의 구약성경 번역의 기초로 널리 사용되며 1943년 이후로 일부 가톨릭 성경에도 사용되지만 동방 정교회는 신의 영감을 받았다는 이유로 70인역을 계속 사용한다.
현존하는 가장 오래된 마소라 본문의 원고는 대략 서력 9세기로 거슬러 올라가며 알레포 코덱스 (한때 마소라 본문의 가장 오래되었다고 간주되는, 토라 부분을 제외한 완전한 사본)는 10세기로 거슬러 올라간다.

## 같이 보기
- 히브리어 성경

## 참조
1. ↑  Pope Pius XII on 3 September 1943 decreed the Divino Afflante Spiritu which allowed Catholic translations based on other versions than just the Latin Vulgate, notably in English the New American Bible.
2. ↑  A 7th century fragment containing the Song of the Sea (Exodus 13:19-16:1) is one of the few surviving texts from the "silent era" of Hebrew biblical texts between the Dead Sea Scrolls and the Aleppo Codex. See "Rare scroll fragment to be unveiled," Jerusalem Post, May 21, 2007 보관됨 2012-05-27 - archive.today.